# 乌字牌
乌字牌，是根据1860年《中俄北京条约》应在图们江口设立的中俄边界界牌，但俄国设法使该界牌一直未能设立，并派兵占领该界牌所在的罕奇海岸，导致中国丧失罕奇海岸的领土。“乌”字即俄文字母“У”。

## 简介
清朝道光二十七年（1847年），俄国沙皇尼古拉一世任命穆拉维约夫为东西伯利亚总督，强行在中国的内河黑龙江流域扩张。咸丰四年四月，俄军入侵黑龙江，至翌年底基本完成对黑龙江下游的非法占领。咸丰七年，俄国又侵占黑龙江上、中游北岸的中国领土。咸丰八年四月初八日（1858年5月20日），英法联军攻占中国大沽。穆拉维约夫得知后于咸丰八年四月十一日（1858年5月23日）兵临中国瑷珲城下，要求同黑龙江将军奕山谈判中俄边界。咸丰八年四月十六日（1858年5月28日），奕山、穆拉维约夫签订《瑷珲条约》。该条约变更了中俄东段法定边界，使中国内河黑龙江变成了中俄界河，中国丧失黑龙江以北60多万平方公里的固有领土，并将乌苏里江以东40万平方公里的中国固有领土变成中俄“共管”地区，此外俄国还获得在黑龙江、乌苏里江的航行权。
咸丰十年九月二十六日，俄使伊格纳切夫利用英法联军攻占天津、北京的机会，以所谓“调停有功”的名义，诱迫清廷签订了《中俄北京条约》。该条约使此前俄方与黑龙江将军奕山签订的《瑷珲条约》获得清政府确认，将《瑷珲条约》内中俄“共管”的中国乌苏里江以东40万平方公里固有领土变成俄国领土。
根据《中俄北京条约》第三条的规定，咸丰十一年四月九日（1861年），清朝钦差大臣成琦和俄国全权代表卡札凯维奇在兴凯湖举行会议，会勘中俄东界。咸丰十一年五月二十一日，双方签订《中俄勘分东界约记》，作为《中俄北京条约》的补充条款。同时两国还签署并交换了《乌苏里江至海交界记文》（又称《中俄东段交界道路记文》），规定了该段已勘中俄边界设界牌的数目及位置。
《中俄北京条约》第一条规定：中俄东段边界之东南段“自白棱河口顺山岭至瑚布图河口，再由瑚布图河口顺珲春河及海中间之岭至图们江口，其东皆属俄罗斯；其西皆属中国。两国交界与图们江之会处及该江口相距不过二十里，且遵天津和约第九条议会绘画地图，内以红色分为交界之地，上写俄文字母阿（А）、巴（Б）、瓦（В）、噶（Г）、达（Д）、耶（Е）、热（Ё）、皆（Ж）、伊（З）、亦（И）、喀（К）、拉（Л）、玛（М）、那（Н）、倭（О）、帕（П）、萨（С）、土（Т）、乌（У）等字头，以便易详阅。”在成琦与卡札凯维奇（又译“卡扎克维赤”）签订的《自乌苏里江至海的边界地图》上，也标明耶、亦、喀、拉、玛、那、倭、帕、啦、萨、土、乌12个俄文字头的界牌。其中，乌字牌定在图们江入海处的江口东北日本海沿岸3公里处，土字牌以下到乌字牌之间（即图们江下游东（北）岸至日本海沿岸）的罕奇海岸仍归中国，中国通过罕奇海岸将俄国和朝鲜两国隔开。另外，《中俄北京条约》第一条还规定：“上所言者，乃空矿之地，遇有中国人住之处及中国人所占渔猎之地，俄国人均不得占，仍准中国人照常渔猎。”上所言者即指乌苏里江口至图们江口40万平方公里土地。1861年《中俄勘分东界约记》附录称：“以上自图们江口东至绥芬河口，沿海一带俱有卡台住址，俱系旗人渔猎之地及海中间十四岛向系旗人渔猎之处。”。
但是，咸丰十二年（1862年）俄国交换给中国的《乌苏里江至海交界记文》中仅规定设八座界牌，少了“乌”字等7座界牌。乌字牌的遗漏，使中国丧失了罕奇海岸的主权。此遗漏是因为清朝勘界使臣成琦鸦片犯瘾，到吉林城补充鸦片，将立碑事宜托付俄方勘界代表包办，俄方勘界代表趁机单方面绘制交界图，并在该图上将罕奇海岸划在“红线”以外，从而使俄国与朝鲜半岛隔图们江相连，获得侵略朝鲜的立足点，并封锁中国通过图们江出日本海的通道。
罕奇海岸是指图们江口左（北）岸至摩阔崴（今俄罗斯波西耶特湾）之间的濒海地区。罕奇海岸附近海滩是中国传统盐场和渔场。摩阔崴是满语汉译地名，又译“窝阔崴”或“毛口崴”，是中国人居住的渔村。摩阔崴也是唐朝从渤海国上京龙泉府到日本的“日本道”的陆路终点及海路起点。1860年《中俄北京条约》签订后，罕奇海岸及位于此地的村庄“摩阔崴”遭俄国占领。摩阔崴被俄国改称“波西耶特湾”。1860年代至1870年代，吉林官民多次请求清廷收回罕奇海岸。
1885年6月8日，清朝光绪帝下谕，派会办北洋事宜大臣吴大澂会同珲春副都统依克唐阿重勘兴凯湖至图们江口段的中俄东部边界。他们的主要任务是在图们江补立土字牌，并收回黑顶子地方。1886年5月25日（光绪十二年四月二十二日），吴大澂与依克唐阿同俄国勘界大臣、东海滨省巡抚兼理军务将军巴拉诺夫，在俄国境内的岩杵河会谈，此即“岩杵河勘界会议”。中俄双方前后会谈8次，经历近四个半月结束。会议期间，双方签订《中俄珲春东界约》。1886年10月16日，吴大澂从海参崴乘船返回天津，1886年10月29日进北京复命。
在此次岩杵河勘界会议中，争取设立乌字牌并收回罕奇海岸是中方的谈判主张之一。吴大澂认为收复罕奇海岸，“保护珲春食盐之地，冀可自加岸”。在光绪十二年四月二十二日（1886年5月25日）的岩杵河勘界会议上，吴大澂代表中国要求收回被俄国侵占的罕奇海岸，遭到巴拉诺夫的强烈反对。巴拉诺夫说，此事关系重大，不敢擅自作主，须备文转呈俄廷，由俄国沙皇决定。此后，吴大澂在备足证据，准备继续同俄方谈判时，因中法战争即将爆发而被清廷调往天津保卫京师。由此中国永远失去了罕奇海岸的领土，乌字牌也永远没有树立起来。在此次谈判中，经中方争取，重新纠正了土字牌的位置，并在第八记号长岭天文台处设铜柱，中国还恢复了图们江出海权。